# Coureurs (sculpture)
Les deux sculptures en bronze des Coureurs (ou Athlètes), trouvées à Herculanum en Italie, sont conservées au Musée archéologique national de Naples sous les numéros d'inventaire 5626 - 5627. Elles représentent deux jeunes sportifs en action, en train de courir. Elles datent du Ier siècle av. J.-C. et mesurent 1,18 mètre de hauteur. Elles ont été découvertes au XVIIIe siècle dans le péristyle de la villa des Papyrus.

## Histoire
Les deux bronzes ont été trouvés en 1754 : le premier au sud-ouest de l'hémicycle Ouest de la natatio (piscine) du péristyle rectangulaire de villa des Papyrus, l'autre dans la zone entre la piscine et le portique Nord-Ouest du péristyle.

## Description

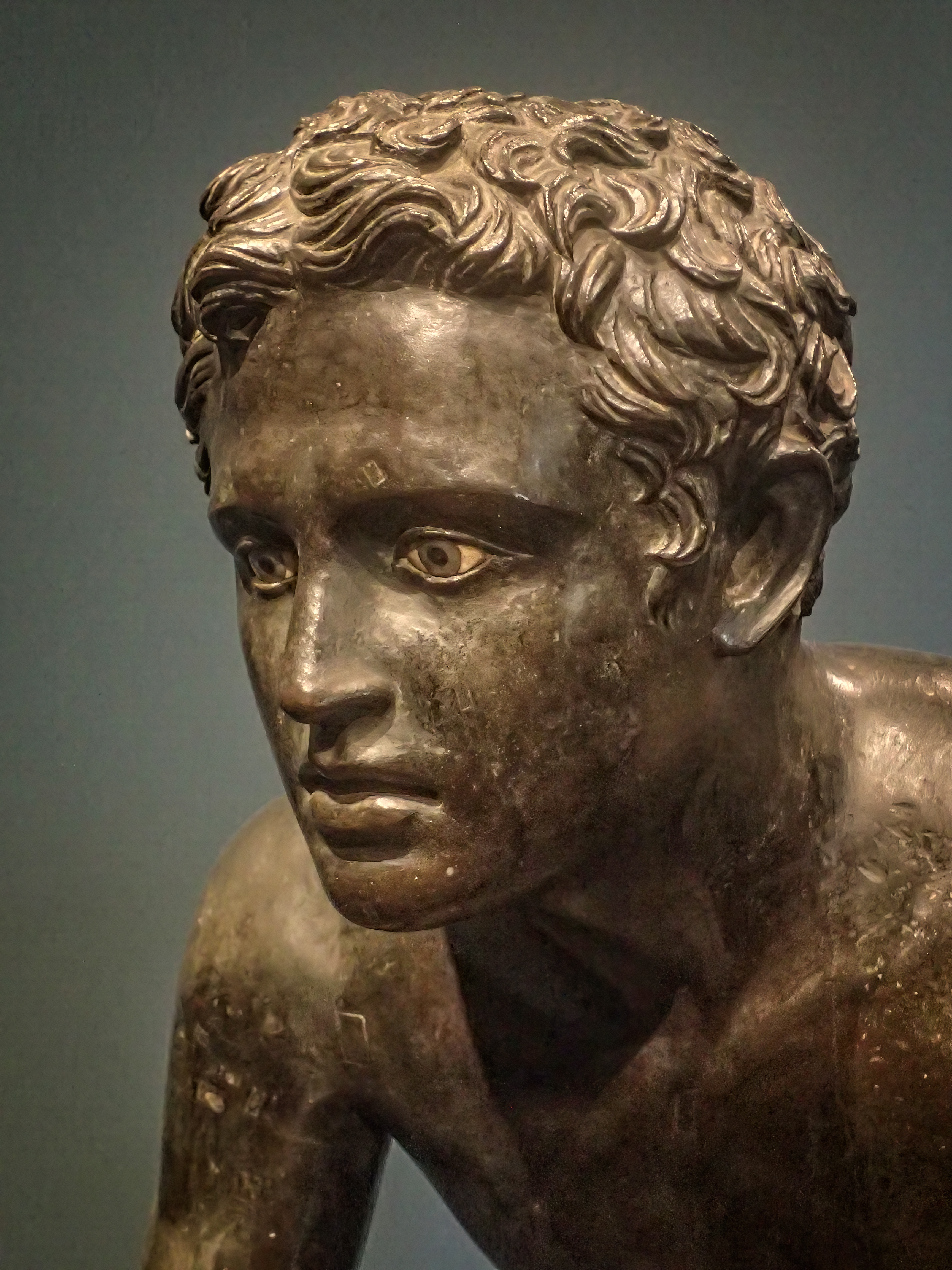
Tête de l'un des deux coureurs.

Le groupe sculptural en bronze représente deux jeunes éphèbes nus, probablement deux athlètes pris au moment du départ dans une course à pied. Les deux statues prennent une pose identique et, à de quelques détails près, ils sont physiquement et physionomiquement similaires. L'éphèbe 5626 est légèrement plus bas que l'éphèbe 5627.
La jambe gauche des deux athlètes est avancée, avec la plante du pied reposant entièrement sur le sol, tandis que le pied droit est figuré vers l'arrière et avec le talon levé, en position de poussée. Le torse est penché en avant, le bras droit est levé légèrement haut, le coude plié, tandis que le bras gauche est maintenu enfoncé et légèrement étiré. 
La tête des deux jeunes hommes est relevée et légèrement tournée en direction de l'épaule. Les cheveux sont divisés en courtes mèches disjointes et disposées en deux sur le front. Les yeux sont en os et en ivoire pour le globe oculaire, les iris et les pupilles, d'autre part, en pierre grise et noire. 

## Attribution
Aujourd'hui encore, l'identification des deux sculptures est controversée. On pense qu'elles rendent hommage à des athlètes qui ont remporté les jeux panhelléniques. Selon une première interprétation, les deux jeunes athlètes sont représentés en train de se préparer pour un combat, comme des lutteurs. Au XIXe siècle les deux bronzes étaient également connus sous le nom de lanceurs de disque, en supposant la présence éventuelle d'un disque dans la main gauche des jeunes éphèbes. Néanmoins, quelques détails de l'iconographie, voir la position des pieds et la poitrine fissurée vers l'avant, ainsi que la maigreur des deux figures, suggèrent une interprétation des athlètes en tant que coureurs, une hypothèse largement acceptée aujourd'hui.
Les sculptures, inspirées d'un modèle de l'école de Lysippe, peuvent être datées entre la fin du IVe et le début du  IIIe siècle av. J.-C., c'est-à-dire pendant l'époque hellénistique.  